# 克卜勒1625
克卜勒1625（Kepler-1625）是一顆距離地球約~8000光年的恆星，視星等14，天球上位於天鵝座。它的半徑約為太陽的1.8倍，質量則較太陽高約8%。2016年時天文學家在該恆星旁發現位於適居帶的氣體巨行星，即太陽系外行星克卜勒1625b（Kepler-1625b）。2017年，有研究報告指出在克卜勒1625b周圍可能觀測到了系外衛星 。

## 恆星狀態
克卜勒1625是一顆稍大於太陽的類太陽恆星。它的半徑大約是太陽的1.79倍，質量則為太陽的1.079倍，表面溫度為稍低於太陽的5548 K。這些參數顯示克卜勒1625可能是接近生命終點的黃次巨星。克卜勒1625的金屬量值為高於太陽的+0.12 dex （太陽的金屬量指數以0.00為基準），距離地球超過3900光年。
另一個可能的模型則稱克卜勒1625的半徑為太陽的94%，質量為0.96倍太陽質量，表面溫度5677 K，金屬量與太陽相當。

## 行星系統
| 成員 (依恆星距離) | 质量     | 半長軸 (AU)  | 轨道周期 (天)   | 離心率 | 傾角        | 半径    |
| ----------------- | -------- | ------------ | --------------- | ------ | ----------- | ------- |
| b                 | ~3000 M⊕ | 0.811-0.8748 | 287.3789±0.0030 | —      | 89.97±0.02° | 6-12 R⊕ |

目前在克卜勒1625周圍有一顆已確認的系外行星克卜勒1625b。該行星被認為是體積稍微大於木星的巨行星，軌道週期287.3日。但如果較小的估計值是正確的話，克卜勒1625的半徑大約是地球的6倍。克卜勒1625b位於該行星系統的適居帶內。

### 潛在系外衛星
天文學家根據克卜勒1625的3次行星凌星光變曲線觀測紀錄指出，在行星克卜勒1625b周圍應有一顆體積相當於海王星的系外衛星存在，兩者距離大約是克卜勒1625b半徑的20倍。而系外衛星是否存在仍需要分析更多觀測資料已進行確認。克卜勒1625b對母恆星的凌星現象將在2017年10月再次發生，目前已計畫使用哈伯太空望遠鏡對克卜勒1625進行觀測以確認是否存在系外衛星。